# Rajd Stuttgart Lyon-Charbonnières Solitude 1972
Rajd Lyon-Charbonnières-Stuttgart-Solitude 1972 (25. Rally Lyon-Charbonnières-Stuttgart-Solitude) – 25 edycja rajdu samochodowego Rajd Stuttgart Lyon-Charbonnières Solitude rozgrywanego we Francji. Rozgrywany był od 9 do 11 marca 1972 roku. Była to czwarta runda Rajdowych Mistrzostw Europy w roku 1972, druga runda Rajdowych Mistrzostw RFN oraz runda Rajdowych Mistrzostw Francji.

## Klasyfikacja rajdu
| Miejsce                      | Kierowca                     | Pilot                        | Samochód                     | Czas                         | Strata                       |                              |
| Klasyfikacja generalna i ERC | Klasyfikacja generalna i ERC | Klasyfikacja generalna i ERC | Klasyfikacja generalna i ERC | Klasyfikacja generalna i ERC | Klasyfikacja generalna i ERC | Klasyfikacja generalna i ERC |
| ---------------------------- | ---------------------------- | ---------------------------- | ---------------------------- | ---------------------------- | ---------------------------- | ---------------------------- |
| 1.                           | Jean-Claude Andruet          | Michèle Espinosi-Petit       | Alpine-Renault A110 1800     | 2:45:07                      | 0.0                          |                              |
| 2.                           | Bernard Darniche             | Alain Mahé                   | Alpine-Renault A110 1800     | 2:51:25                      | +6:18                        |                              |
| 3.                           | Gérard Larrousse             | Daniel Dreyfus               | Alfa Romeo 2000 GTV          | 2:59:13                      | +14:06                       |                              |
| 4.                           | Jean-François Piot           | Michel Vial                  | Ford Capri 2600              | 3:00:38                      | +15:31                       |                              |
| 5.                           | Klaus Miersch                | Jens Löwenhardt              | Opel Ascona 1.9              | 3:06:10                      | +21:03                       |                              |
| 6.                           | Marie-Claude Beaumont        | Pignard                      | Opel Ascona SR               | 3:08:09                      | +23:02                       |                              |
| 7.                           | Thierry Sabine               | Willy Huret                  | Porsche 911 S                | 3:11:15                      | +26:08                       |                              |
| 8.                           | Herbert Grünsteidl           | Georg Hopf                   | BMW 2002                     | 3:12:24                      | +27:17                       |                              |
| 9.                           | Gerd Behret                  | Willi-Peter Pitz             | Porsche 911 S                | 3:13:45                      | +28:38                       |                              |
| 10.                          | Jean Ragnotti                | Jacques Jaubert              | Opel GT Proto                | 3:14:05                      | +28:58                       |                              |